# Luigi Lablache

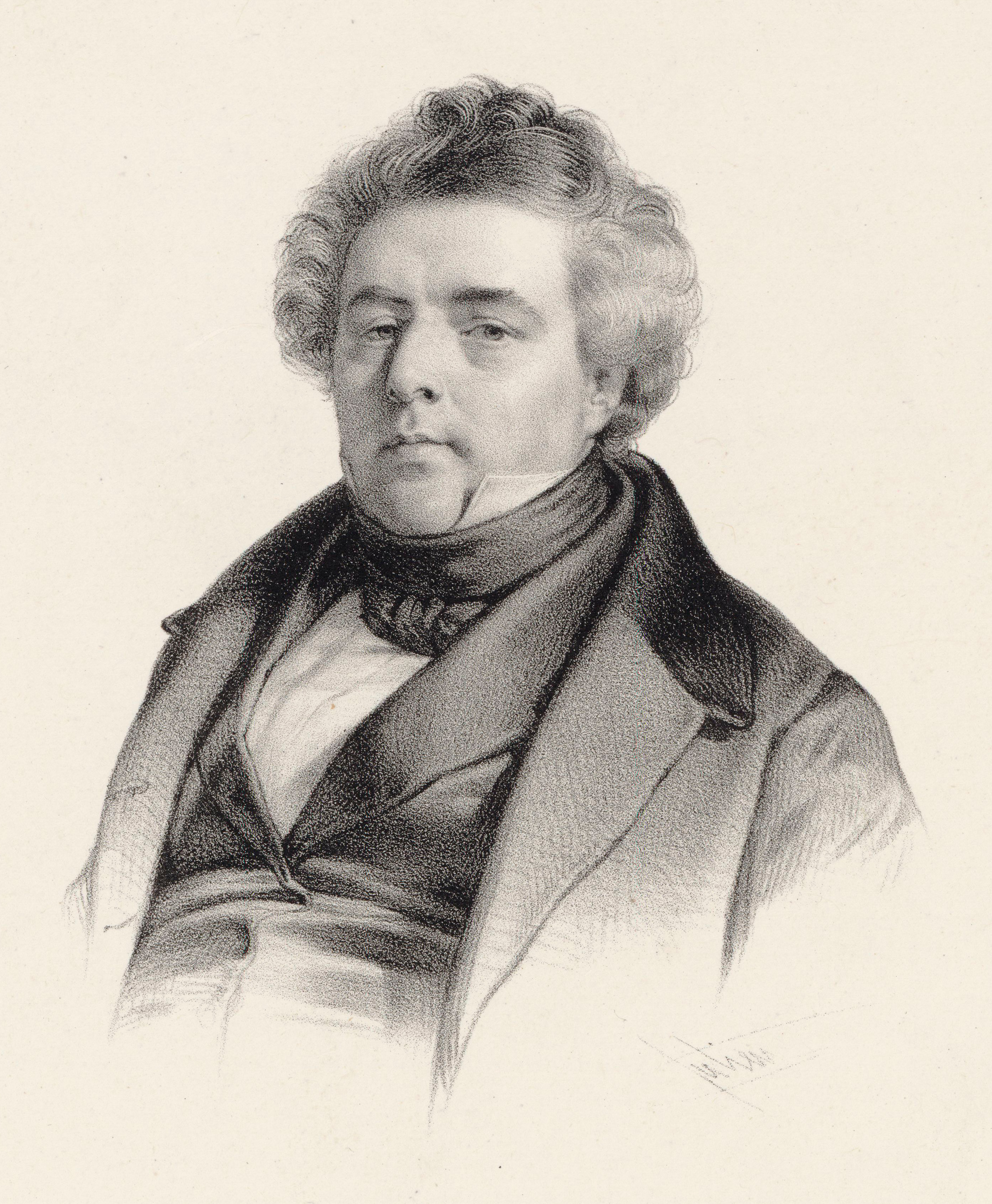
Luigi Lablache, 1841

Luigi Lablache (* 6. Dezember 1794 in Neapel; † 23. Januar 1858 ebenda) war italienischer Opernsänger (Bass), Theaterschauspieler und Gesangspädagoge.

## Leben

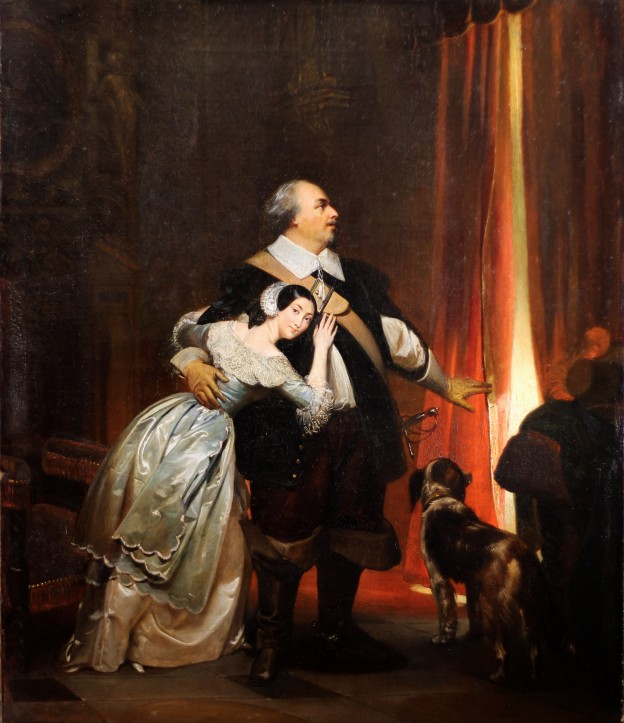
Giulia Grisi und Luigi Lablache in Bellinis Puritani, 1835

Lablache studierte am Konservatorium della pietà de'Turchini in Neapel unter Leitung Giovanni Valesis und debütierte 1812 am Theater San Carlino als Buffo napoletano in Valentino Fioravantis Molinara. Später erweiterte er seinen Wirkungskreis, indem er auf verschiedenen Bühnen Italiens in ernsten und komischen Rollen auftrat, und nachdem Saverio Mercadante die Oper Elisa e Claudio für ihn geschrieben hatte, verbreitete sich sein Ruf über ganz Italien und über dessen Grenzen hinaus. In den 1820er Jahren, während Gioacchino Rossini erfolgreich Europa durchzog, stand auch Lablache als eine der Hauptstützen der Opern dieses Komponisten auf der Höhe seines Ruhms, wie unter anderem eine in Wien 1825 auf ihn geschlagene Medaille beweist. Im gleichen Jahr sang er die Hauptrolle des Sallustio in der Uraufführung zu Giovanni Pacinis Erfolgsoper L’ultimo giorno di Pompei (19. November 1825). 
In den nächsten Jahrzehnten wirkte er abwechselnd an den italienischen Opern von London, Paris und Sankt Petersburg, überall der erklärte Liebling des Publikums. 
Am 8. Juni 1850 sang er den Caliban bei der Uraufführung von La tempesta von Fromental Halévy mit Henriette Sonntag am Her Majesty’s Theatre in London.
Schließlich zog er sich auf sein Landhaus zu Maisons-Laffitte bei Paris zurück, erkrankte jedoch bald darauf und starb 1858 in Neapel, wohin er zur Gesundung kurz zuvor gereist war.
Lablache wurde als Sänger wie als Schauspieler, in ernsten wie in komischen Partien bewundert; eine von ihm in Paris veröffentlichte Gesanglehre (Méthode complète de chant) hatte dagegen zu seinen Lebzeiten nur wenig Erfolg. Mehrere seiner Gesangschulen wurde Jahrzehnte nach seinem Tod von Franz Haböck, Gesangsprofessor an der Wiener Musikakademie, neu herausgegeben. 
Von seinen Kindern wurde Frederick Lablache ebenfalls Sänger, durch die Heirat seiner ältesten Tochter Zecchina im Frühjahr 1843 wurde er der Schwiegervater des Pianisten Sigismund Thalberg (1812–1871). Sein Ururenkel war der britische Schauspieler Stewart Granger.